# 金沢歌劇座
金沢歌劇座（かなざわかげきざ）は、石川県金沢市下本多町にある多目的ホール。2007年10月1日に、開業当初からの旧称金沢市観光会館（かなざわしかんこうかいかん）から改称した。

## 施設概要
1962年に、金沢の観光産業と文化・産業の振興を目的として創設された施設で、運営は（公財）金沢芸術創造財団が行っている。
金沢歌劇座は、旧金沢市電気ガス局（のちの金沢市企業局）庁舎の跡地に建設されたものである。その建設費用は、戦時中の配電統制令により市営電気供給事業を手放した金沢市が太平洋戦争後に求めた公営復元について、それを断念させる補償として北陸電力が負担した。
開業当初のみ観光物産コーナーを設けていたが、その後は地元住民向け催物ホールと化していた。そのため外来観光客からは「観光物産館と間違えやすい」という声が多く、改称論議が持ち上がった。2006年3月から市文化施設名称検討委員会が検討を続けた結果、2007年10月1日に金沢歌劇座へ改称した。
2010年12月までに耐震改修工事を行ったがその後も老朽化が課題となり、2019年には『芸術文化拠点』として金沢市が建て替える方針を示した。また、建て替えする際の高さ制限が、「金沢市における伝統環境の保存及び美しい景観の形成に関する条例」（景観条例）において金沢歌劇座周辺の区域が18mと定められている。そのため、現在地での建て替えは地下を深く掘削しなければならず、構造面でクリアできないため現在地以外での建て替えも検討されていた。しかし、2022年度に検討会は現敷地での建て替えと日本銀行金沢支店用地への移転を比較し、現敷地での建て替えが総合的に優位であると結論づけた。村山卓金沢市長は、2023年3月市議会定例会で、検討会の結論を受けて、今後施設の規模などの検討に入ることを示した。
2020年11月には優良ホール100選に選出され、12月1日に認定された。

## 主な施設・座席数
- ホール : 1919席（2階層）
- 大集会室
- 大練習室
- 会議室（10部屋）
- 展示室

## 毎年開催されている主なイベント
- 『第九交響曲／千鳥の曲』金沢公演
  - 市民合唱団によるベートーヴェン第九公演の草分け的存在。合唱団員は毎年春に公募され、半年間練習を積んでステージに立つ。オーケストラは石川フィルハーモニー交響楽団。
- オーケストラと少年少女
  - 市内の小学校で合唱に取り組む児童らが石川フィルハーモニー交響楽団と協演する。1971年より続けられている歴史あるイベント。

## 交通
- 北鉄バス「本多町」バス停
- 金沢ふらっとバス（菊川ルート）「ふるさと偉人館」バス停

## 周辺施設
- 北陸放送（MRO）
- 金沢中警察署
- 金沢21世紀美術館
- 金沢ふるさと偉人館
- 金沢市立中村記念美術館
- 鈴木大拙館